# Kis Zoltán (biológus)
Kis Zoltán (Radnótfája, 1929. szeptember 5. – Kolozsvár, 1992. november 9.) biológus, élettani szakíró, publicista.

## Életútja
A szászrégeni tanítóképzőben érettségizett (1949), Kolozsvárt a Mezőgazdasági Főiskola hallgatója (1950–52), majd a Bolyai Tudományegyetemen szerzett biológia szakos tanári diplomát (1954). Pályáját ugyanitt az élettani tanszéken kezdte, 1969-től a Babeș-Bolyai Egyetem gyakorlatvezető és előadó adjunktusa nyugalomba helyezéséig, 1991-ig. Román, magyar, német és angol nyelvű szaktanulmányaiban a cukoranyagcsere, az agyalapi mirigy növekedési hormonja, a sugárbiológia és hallásélettan kérdéseivel foglalkozott; a stressz- és antistressz kérdéscsoport keretében a szervezet munka- és teherbíró képességét s ezek fokozásának lehetőségét vizsgálta.
Biológiai és anatómiai tankönyveket fordított magyarra, a líceumok számára (1976–86), román nyelvű állattenyésztéstani (1978) és sejtbiológiai (1986) jegyzetei mellett ismeretterjesztő írásai magyarul A Hét, Igazság, Munkásélet, Tanügyi Újság, Művelődés, Hargita, Megyei Tükör hasábjain jelentek meg. Számos felfedezését és újítását szabadalmazták, köztük a mikroszkopikus terjedelmek pontosabb meghatározását szolgáló fényképezési módszerekre, valamint a tojáshéj ellenálló képességét fokozó eljárásra vonatkozó kutatásainak eredményét.
1989 után cikkei a kolozsvári Szabadság hasábjain jelentek meg: levele Doina Cornea asszonyhoz, Merre Kolozsvári Egyetem? című vitairata, a szabad Március Tizenötödike köszöntése. 1992-ben cikksorozatban emlékezett meg a Bolyai Tudományegyetemnek a román egyetembe való beolvasztásáról.

## Kötetei
- Ember és egészség (Holicska Dezsővel és Vitályos Andrással, Kriterion Kézikönyvek, 1974; román kiadása E. A. Pora akadémikussal társszerkesztésben, 1978)
- Ember – Természet – XX. század (1976)
- A magatartás élettani alapjai (1981)